# Gotarzes II
Gotarzes II, död 51, var kung av Partherriket mellan 40 och 51 e.Kr. 